# Твој грех
Твој грех (шп. Culpa tuya) шпански је љубавни филм из 2024. у режији и по сценарију Доминга Гонзалеза. Наставак је филма Мој грех (2023). Темељи се на истоименој Wattpad причи коју је написала Мерседес Рон. Главне улоге тумаче Никол Волас и Габријел Гевара. Наставак, Наш грех, биће приказан 2025.

## Радња
Љубав између Ника и Ное, који сада крећу на универзитет и започињу професионалну каријеру, суочава се са новим препрекама, укључујући осветољубиву бившу девојку.

## Улоге
| Глумац            | Улога   |
| ----------------- | ------- |
| Никол Волас       | Ноа     |
| Габријел Гевара   | Ник     |
| Марта Асас        | Рафаела |
| Иван Санчез       | Вилијам |
| Виктор Варона     | Лајон   |
| Ева Руиз          | Џена    |
| Гоја Толедо       | Анабел  |
| Габријела Андрада | Софија  |
| Алекс Бехар       | Брајар  |
| Хавијер Моргаде   | Михаел  |
| Фелипе Лондоњо    | Лука    |
| Хаиме Ордоњес     | Естебан |